# ۱۶۵۰ (میلادی)
۱۶۵۰ (میلادی) هزار و ششصد و پنجاهمین سال تقویم میلادی است.

## زادگان
- ۲ فوریه - نل گوئین، بازیگر انگلیسی و معشوقهٔ چارلز دوم.
- ۴ نوامبر - ویلیام سوم، پادشاه انگلستان.

## درگذشتگان
- ۱۱ فوریه - رنه دکارت، فیلسوف فرانسوی
- ۱۸ ژوئن – کریستف شاینر، فیزیک‌دان و ستاره‌شناس آلمانی